# Andrena innesi
Andrena innesi là một loài Hymenoptera trong họ Andrenidae. Loài này được Gribodo mô tả khoa học năm 1894.